# Lomatia stenoptera
Lomatia stenoptera är en tvåvingeart som beskrevs av Hesse 1956. Lomatia stenoptera ingår i släktet Lomatia och familjen svävflugor. Inga underarter finns listade i Catalogue of Life.